# 長谷川藤直
長谷川 藤直（はせがわ ふじなお）は、戦国時代の人物。通称は三郎左衛門。娘・奈津（清雲院）は徳川家康の側室となった。

## 略歴
父は進藤義俊。藤直のとき、外家（母の実家）の「長谷川」を称したと伝わる。
はじめ伊勢国国司・北畠具教に仕えた。後に、具教の次男・具藤が長野家の養子となったことに伴い、これに従った 。
天正9年（1581年）8月6日、死去。享年60（66とも）。法名は本鏡真空。
子は、重吉、藤広、奈津、藤継がいる。